# IC 5301
IC 5301 ist eine Spiralgalaxie vom Hubble-Typ Sc im Sternbild Indianer am Südsternhimmel. Sie ist schätzungsweise 176 Millionen Lichtjahre von der Milchstraße entfernt und hat einen Durchmesser von etwa 75.000 Lj.
Das Objekt wurde am 29. August 1900 von DeLisle Stewart entdeckt.